# 石渡太輔
石渡 太輔（いしわたり だいすけ、1973年8月14日 - ）は、日本のコンピューターゲーム開発者、キャラクターデザイナー、ミュージシャン。南アフリカ共和国ハウテン州ヨハネスブルグ生まれ。アークシステムワークス株式会社取締役。
総合格闘家石渡伸太郎はいとこ。

## 人物
アミューズメントメディア総合学院ゲームクリエイター学科卒。アークシステムワークスから発売されている、格闘ゲーム「GUILTY GEARシリーズ」の生みの親でもある。同作においては、ディレクター業のみならず、キャラクターデザインを含めた版権物メインイラストやBGM作曲、主人公ソルと聖騎士団ソル（同一人物）の声の担当など、作品の多くの要素を構成する製作を行っている。
ロック好きなことから、ロックバンドの名前や曲名を「GUILTY GEARシリーズ」のキャラクターや作中固有名詞の名前のヒントにしている。シリーズではアーケード版の制作にのみ関り、コンシューマーの制作にはノータッチである（インタビューで「コンシューマーには興味が無いんです」と発言している）。
2007年8月には『イソッチの週刊シャキシャキ』にて、ゲスト出演を果たす。11月22日には『インプレスTV』にて、ゲスト出演する。
森利道に譜面を教えてあげた、と書籍内のインタビューにおいて語っている。

## 作品
- GUILTY GEARシリーズ（イラスト、設定、BGM、キャラクターの声等）
- 三国志大戦DS（DSオリジナル版馬岱のデザイン）
- ディメンション・ゼロ（カードイラスト）
- BLAZBLUE（サウンドディレクター）
- Hard Corps Uprising(デザイン、BGM)
- ＃コンパス 戦闘摂理解析システム（キャラクターデザイン）

## 出演

### ゲーム
- GUILTY GEARシリーズ（ソル・バッドガイ / 聖騎士団ソル）
- バトルファンタジア（フリード）

### ラジオ
- カフェ・ド・アーク
- ギルティギアのwebラジオかもしれない
- イソッチの週刊シャキシャキ（ゲスト出演）
- インプレスTV（ゲスト出演）
- ぶるらじ（第3回ゲスト出演）
- 続・ぶるらじ（第12回ゲスト出演）<同上>
- ぶるらじA(第6回、7回ゲスト出演)